# Kodwo Eshun
Kodwo Eshun (Londra, 1967) è uno scrittore e giornalista britannico di origini ghanesi.
Nei suoi scritti, Eshun affronta principalmente temi come l'"identità nera", l'afrofuturismo, la musica e la diaspora africana.

## Biografia
Kodwo Eshun nacque nella periferia nord di Londra da genitori di radici Fanti. Suo padre era un importante diplomatico mentre il fratello Ekow è divenuto un rinomato autore e giornalista. Eshun studiò letteratura inglese all'University College dell'Università di Oxford e romanticismo e modernismo presso l'Università di Southampton, prima di pubblicare, nel 1998, il primo libro More Brilliant than the Sun, che analizza il rapporto che intercorre fra la musica nera e la fantascienza da un punto di vista afrofuturista. Durante l'anno seguente, Eshun partecipò alle registrazioni dell'album Architechtronics di Franz Pomassl. Nel 2002, Eshun co-fondò, assieme a Anjalika Sagar, il gruppo di videoarte The Otolith Group, che "esplora le anomalie temporali, le inversioni antropiche e l'alienazione sintetica del postumano, dell'inumano, del non umano e della complessità delle condizioni ambientali della vita che tutti noi affrontiamo". Nel 2012, pubblicò Dan Graham: Rock My Religion mentre nel 2016 uscì Post-Punk Then and Now, un saggio scritto a quattro mani con Gavin Butt. Eshun è anche stato attivo come scrittore accademico e giornalista come confermano i suoi articoli scritti per The Guardian, The Face, The Wire, I-D, Spin, Arena, Frieze e 032c, ed è attualmente docente presso il dipartimento di culture visive del Goldsmiths College.

## Libri
- 1998 – More Brilliant than the Sun: Adventures in Sonic Fiction
- 2012 – Dan Graham: Rock My Religion
- 2016 – Post-Punk Then and Now (con Gavin Butt)

## Discografia
- 1999 – Architectronics (con Franz Pomassl)